# Aston-Jonction
Aston-Jonction es un municipio canadiense situado en la provincia de Quebec.

## Superficie
Aston-Jonction tiene una superficie de 26,2 km².

## Demografía
En 2021, tenía 441 habitantes, una densidad poblacional de 16,8 hab./km², y 180 viviendas.